# Wang Mingjuan
Wang Mingjuan (født 11. Oktober, 1985 Yongzhou, Hunan) er en kinesisk vægtløfter. Hun deltog i kvindernes 48 kg vægtklasse ved Sommer-OL i London i 2012 hvor hun vandt guld.

## References
1. ↑  "Mingjuan Wang". london2012.com. Arkiveret fra originalen 9. december 2012. Hentet 2012-07-28.
2. ↑  "Wang claims first Weightlifting gold". london2012.com. 2013-07-28. Arkiveret fra originalen 3. januar 2013. Hentet 2012-07-28.